# Das letzte Kapitel (film 1961)
Das letzte Kapitel è un film del 1961 diretto da Wolfgang Liebeneiner e adattato per lo schermo basandosi su Siste Kapitel, romanzo del 1923 del premio Nobel Knut Hamsun.

## Produzione
Il film fu prodotto dall'Europa-Filmverleih GmbH di Amburgo.

## Distribuzione
Distribuito dalla Europa-Filmverleih AG, uscì nelle sale cinematografiche della Repubblica Federale Tedesca il 19 ottobre 1961, presentato al Palast di Stoccarda. Nel 1962, il film fu distribuito in Svezia (24 aprile, con il titolo tradotto in Möte i fjällen) e Danimarca (11 giugno). Internazionalmente, è conosciuto con il titolo inglese The Last Chapter (traduzione letterale de L'ultimo capitolo).